# みすず書房
株式会社みすず書房（みすずしょぼう）は、哲学、科学、心理学、現代史、西洋史、社会学などの専門書を中心にした出版活動を行う学術出版社である。旧社名は美篶書房。

## 概要
1945年（昭和20年）秋、復員した小尾俊人が、かつての同僚で戦友の和田篤志に「出版社か農業をやろう」と呼びかけたのが創業のきっかけである。最終的に出版社を設立することとなり、設立発起人を募り、1945年12月に山崎六郎や清水丈男と創設創業の申し合わせをおこなった。
創業出版は、1946年（昭和21年）7月の片山敏彦『詩心の風光』で、当初の社名は美篶書房であったが、時代錯誤の用字であると読者から苦情を受け（篶はスズタケのこと。また「美篶」は『信濃国』すなわち長野県の枕詞である）、また漢字制限で作字がままならず、2冊目の坂田徳男『哲学への道』から現社名に改める。1959年4月、月刊『みすず』創刊。
人文科学分野では著名な出版社であるが、扱う内容の専門性が高いゆえ、高価格の本がほとんどである。新刊書や既刊書は、全国の常備店をメインに販売しており、品切書の復刊等は絶えず行っている。主な所属団体は「日本書籍出版協会」「人文会」「心理学書販売研究会」など。
1996年（平成8年）7月に『みすず書房刊行書総目録 1946-1995』を出している。なお同年まで48年間に渡り、旧社屋は本郷3丁目にあった。
同社から出される本の装丁は、白を基調としたものが多い（「現代史資料」は全巻が水色）。赤瀬川原平は、その内容の難しさに絡めて、同社を『白難解』と、また現代思潮新社を『黒難解』と呼んでいる。
2023年8月号をもって月刊『みすず』休刊。公式サイト内「WEBみすず」へと移行した。毎年の恒例だった1月・2月合併号の「読書アンケート」は、2024年から書籍として刊行される。

## 社長
- 1947年 - 1951年 清水丈男
- 1951年 - 1988年 北野民夫
- 1988年 - 1998年 小熊勇次
- 1998年 - 2001年 加藤敬事
- 2001年 - 2009年 荒井喬
- 2009年 - 2017年 持谷寿夫
- 2017年 - 2022年 守田省吾
- 2022年 - 能登健

## 著名な出版書
- 『ロマン・ロラン全集』1946年刊行開始（全43巻）
- 小島信夫『アメリカン・スクール』（第32回芥川龍之介賞受賞）
- 庄野潤三『プールサイド小景』（第32回芥川龍之介賞受賞）
- 丸山眞男『戦中と戦後の間』（第4回大佛次郎賞受賞）『自己内対話』『丸山眞男書簡集』『丸山眞男話文集』ほか
- 藤田省三『維新の精神』『全体主義の時代経験』『藤田省三著作集』ほか
- モーリス・メルロー＝ポンティ『眼と精神』『知覚の現象学』ほか
- クロード・レヴィ＝ストロース『野生の思考』『今日のトーテミスム』『神話論理』ほか
- ロラン・バルト『恋愛のディスクール・断章』『明るい部屋』ほか
- エルンスト・ローベルト・クルツィウス『ヨーロッパ文学とラテン中世』
- 『現代史資料』（全45巻＋別巻1）、各・昭和史の基礎資料
- 『続・現代史資料』（全12巻）、30年以上にわたり刊行（第13回菊池寛賞受賞）
- 中村草田男『銀河依然』『大虚鳥』『中村草田男全集』ほか
- ハロルド・ラスキ『現代革命の考察』『ヨーロッパ自由主義の発達』ほか
- シュテファン・ツヴァイク『人類の星の時間』『昨日の世界』『ツヴァイク伝記文学コレクション』ほか
- ハンナ・アーレント『イエルサレムのアイヒマン』『全体主義の起原』ほか
- 朝永振一郎『鏡のなかの世界』『量子力学 I・II』『朝永振一郎著作集』ほか
- 山本義隆『磁力と重力の発見』（第30回大佛次郎賞受賞）『一六世紀文化革命』『世界の見方の転換』ほか
- シリーズ大人の本棚
- ヴィクトール・フランクル『夜と霧』　旧版（霜山徳爾訳）・新版（池田香代子訳）を併売している
- 神谷美恵子『生きがいについて』『人間をみつめて』『若き日の日記』など『神谷美恵子コレクション』ほか
- 中井久夫『家族の深淵』（第50回毎日出版文化賞受賞）『西欧精神医学背景史』『カヴァフィス全詩集』『中井久夫集』ほか
- エドワード・サイード『イスラム報道（増補版）』、『文化と帝国主義』（上下巻）、『パレスチナ問題』ほか
- ガヤトリ・C・スピヴァク『サバルタンは語ることができるか』ほか
- フランツ・ファノン『黒い皮膚・白い仮面』、『地に呪われたる者』ほか
- リチャード・ホフスタッター『アメリカの反知性主義（英語版）』
- アラン・ムーア / エディ・キャンベル『フロム・ヘル』　同社初となるコミック（グラフィック・ノベル）作品
- 長田弘『世界はうつくしいと』『長田弘全詩集』『最後の詩集』ほか
- アルバート・マンセル『色彩の表記』
- トマ・ピケティ『21世紀の資本』